# تسلسل أشر الزمني

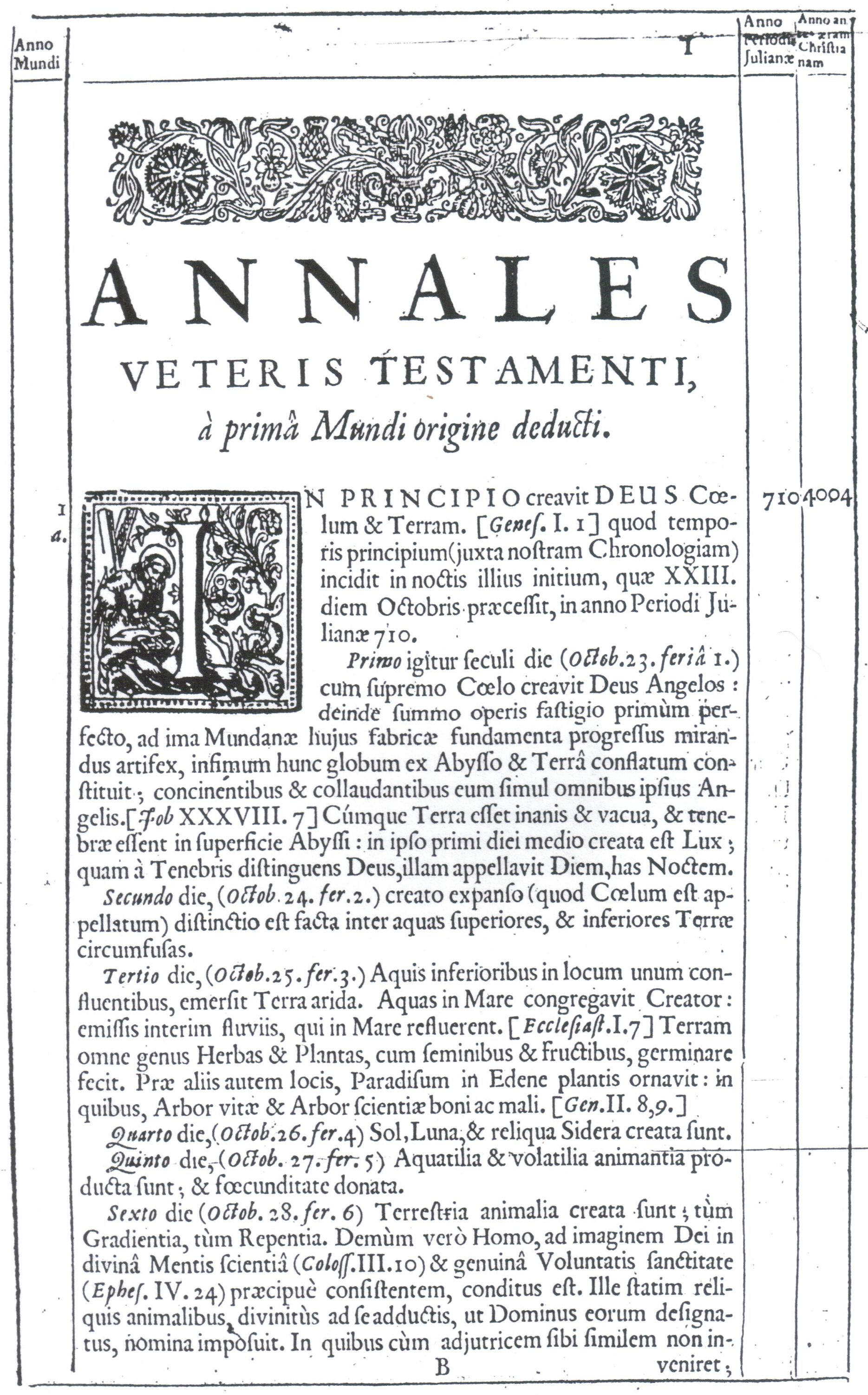
كتاب العهد القديم من صفحة واحدة (اللاتينية)

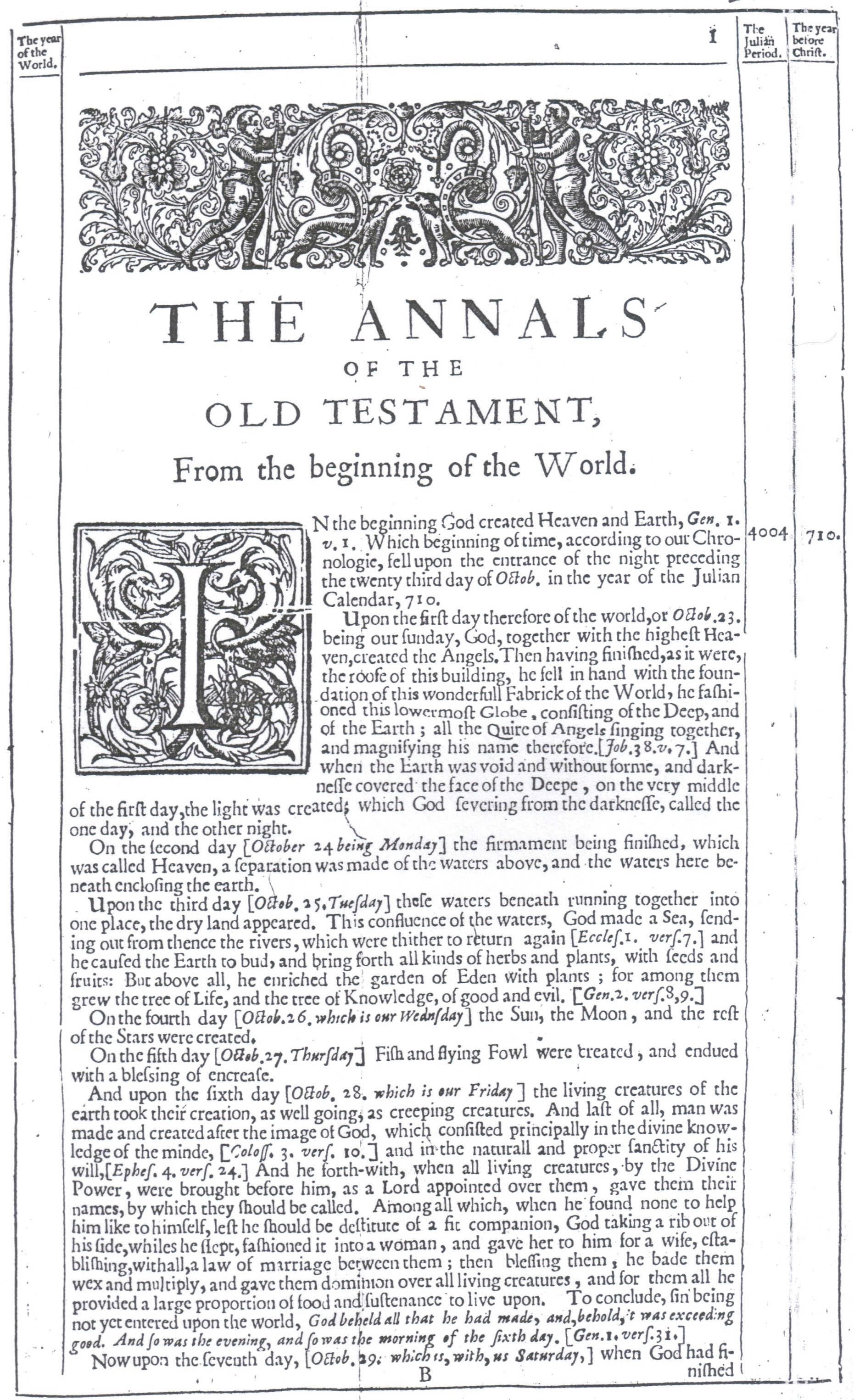
حوليات العالم الصفحة 1 (الإنجليزية)

التسلسل الزمني لأشر هو تسلسل زمني من القرن السابع عشر لتاريخ العالم تمت صياغته من قراءة حرفية للعهد القديم بواسطة جيمس أشر، رئيس أساقفة أرماغ ورئيس أساقفة كل أيرلندا. يرتبط التسلسل الزمني أحيانًا بفكرة خلق الأرض الفتية، والتي تنص على أن الله خلق الكون منذ بضعة آلاف من السنين فقط كما هو موصوف في الفصلين الأولين من كتاب التكوين التوراتي. سقط أوشر في سمعة سيئة في القرن التاسع عشر.
نُشر في عام 1650، العنوان الكامل لعمل أشر باللغة اللاتينية هو «حوليات العهد القديم»، وهو عبارة عن حوليات من أصل عالمي، وهو مبدأ تاريخي لاستخدام ('حوليات العهد القديم، مستخلص من الأصول الأولى للعالم، تأريخ المسائل الآسيوية والمصرية معًا نتجت من بداية الزمن التاريخي حتى بدايات المكابيين).
كان عمل أشر هو المُساهمة في النقاش اللاهوتي الطويل الأمد حول عمر الأرض. كان هذا مصدر قلق كبير للعديد من العلماء المسيحيين على مر القرون.
يُطلق على التسلسل الزمني أحيانًا اسم التسلسل الزمني لأشر لايت فوت لأن جون لايتفوت نشر تسلسلًا زمنيًا مشابهًا في 1642-1644. ومع ذلك، فهذه تسمية خاطئة، حيث يعتمد التسلسل الزمني على عمل أشر وحده وليس عمل لايت فوت. استنتج أوشر أن اليوم الأول للخلق كان 23 أكتوبر، 4004 قبل الميلاد في التقويم اليولياني الموسع، بالقرب من الاعتدال الخريفي. استنتج لايت فوت بالمثل أن الخلق بدأ عند حلول الظلام بالقرب من الاعتدال الخريفي، ولكن في عام 3929 قبل الميلاد
يختلف التاريخ المقترح لعشر 4004 قبل الميلاد قليلاً عن التقديرات الأخرى المستندة إلى الكتاب المقدس، مثل تلك الخاصة بخوسيه بن هالافتا (3761 قبل الميلاد)، بيدي (3952 قبل الميلاد)، سكاليجر القريب المعاصر لعشر (3949 قبل الميلاد)، يوهانس كيبلر (3992 قبل الميلاد) أو السير إسحاق نيوتن (حوالي 4000 قبل الميلاد)[1] [مشكوك فيه - ناقش] تأثر أوشر بنفس الرواية مثل كتاب جاشر، الذي يرجع تاريخه إلى الفيضان العالمي إلى 2349 قبل الميلاد وولادة تارح في عام 2127 قبل الميلاد. تأثر تاريخ خلق آدم في 4000 قبل الميلاد جزئيًا على الأقل بالاعتقاد السائد بأن الأرض كانت تبلغ حوالي 5600 سنة (2000 لإبراهيم، 2000 من إبراهيم حتى ولادة المسيح، و 1600 سنة من المسيح إلى أوشر)، المقابلة لستة أيام الخليقة، على أساس أن «يوم واحد عند الرب كألف سنة وألف سنة كيوم واحد» (بطرس الثانية 3: 8). يُعتقد أن هذا التقليد يشير إلى أن المسيح سيعود في عام 2000 بعد الميلاد،[2][3] بعد أكثر من ستة آلاف سنة بعد 4004 قبل الميلاد. يعتقد المؤيدون الحديثون لهذا التفسير أن تاريخ الخلق 4004 قبل الميلاد قد يكون غير دقيق.

## أساليب أشر
كان التسلسل الزمني لأشر وغيره من علماء الكتاب المقدس متطابقًا بشكل وثيق للغاية لأنهم استخدموا نفس الطريقة تقريبًا لحساب الأحداث الرئيسية المسجلة في الكتاب المقدس. إن إنشاء التسلسل الزمني معقد بسبب حقيقة أن الكتاب المقدس قد جمعه مؤلفون مختلفون على مدى عدة قرون بفجوات كرونولوجية طويلة، مما يجعل من الصعب القيام بحساب إجمالي بسيط للعصور والتواريخ الكتابية. في مقالته عن تقويم آشر، حدد جيمس بار ثلاث فترات متميزة كان على أوشر وآخرون معالجتها:[4]
1. «الخلق لهجرة إبراهيم». هذا القسم سهل الحساب إلى حد ما، باستخدام البيانات الزمنية في تكوين 5 و 11، والتي تعطي سلالة ذكر غير منقطعة، مع عدد السنوات، من الخليقة إلى إبراهيم الذي يُدعى من أور الكلدان. استخدم أوشر التسلسل الزمني الموجود في النص الماسوري بدلاً من التسلسل الزمني البديل الموجود في السبعينية والسامرية أسفار موسى الخمسة. حدد أوشر هذه الفترة بـ 2082 سنة، من 4004 إلى 1922 قبل الميلاد.
2. «هجرة إبراهيم إلى هيكل سليمان.» كتب أوشر أن الوقت من مغادرة إبراهيم حاران إلى الخروج كان 430 عامًا (استنادًا إلى أن أحفاد إبراهيم عانوا فترة 400 عام من الاضطهاد، بدأت بعد 30 عامًا من مغادرة إبراهيم حاران) [5] يذكر الملوك الأول 6 أن 480 عامًا انقضت من الخروج إلى بداية بناء هيكل سليمان في السنة الرابعة من حكم سليمان. وهكذا تم وضع أسس الهيكل بعد 910 سنوات من مغادرة إبراهيم حاران. هذه السنوات الـ 910 امتدت من 1922 إلى 1012 قبل الميلاد.
3. «فترة الهيكل الموضوعة للسبي البابلي.» هذه الفترة هي الأكثر صعوبة في الحساب، بسبب الصعوبات المتكررة في ربط سنوات الحكم لمملكتي يهوذا وإسرائيل. نتج عن الإضافة البسيطة لعهود ملوك يهوذا ما مجموعه 430 عامًا، ولكن من خلال افتراض عدد قليل من العهود المتداخلة، قصر أوشر هذا إلى 424 سنة:1012 إلى 588 قبل الميلاد.

بعد حساب السنوات من الخلق إلى آخر ملوك يهوذا، استخدم أوشر 2 ملوك 25:27 لتحديد طول الفترة من الخلق إلى تولي الملك البابلي أميل مردوخ (المعروف أيضًا باسم إيفل مردوخ «مردوخ الشرير»[6] ثم استخدم معلومات من المصادر البابلية واليونانية والرومانية لتحديد تاريخ تنصيب أمل مردوخ على العرش في 562 قبل الميلاد (بعد وفاة نبوخذ نصر)، والتي استطاع من خلالها استنتاج خلق عام 4004 قبل الميلاد.[6]
عند تحديد تاريخ ميلاد يسوع، أخذ أشر في الاعتبار خطأ ارتكبه «ديونيسوس إكسيغوز»، مؤسس نظام ترقيم Anno Domini. اختار أشر عام 5 قبل الميلاد سنة ميلاد المسيح[7] لأن جوزيفوس أشار إلى أن وفاة هيرودس الكبير حدثت في عام 4 قبل الميلاد.[8] وهكذا، لكي يكون إنجيل متى صحيحًا، لا يمكن أن يكون يسوع قد ولد بعد ذلك التاريخ.
كان الموسم الذي حدثت فيه الخلق موضوع نقاش لاهوتي كبير في زمن أوشر. اقترح العديد من العلماء أن ذلك حدث في الربيع، بداية التسلسل الزمني للثقافات البابلية والكلدانية وغيرها. يعتقد آخرون، بمن فيهم أوشر، أنه من المرجح أن يكون قد حدث في الخريف، إلى حد كبير لأن هذا الموسم كان بداية العام اليهودي.
قام أوشر بتضييق نطاق التاريخ باستخدام التقويم اليهودي لتحديد «اليوم الأول» للخلق على أنه يصادف يوم أحد بالقرب من الاعتدال الخريفي. [9] كان يوم الأسبوع حسابًا متخلفًا عن الأيام الستة للخلق مع راحة الله في اليوم السابع، وهو يوم السبت في التقويم اليهودي - ومن ثم، بدأ الخلق يوم الأحد. كانت الجداول الفلكية التي ربما استخدمها أوشر هي جداول كيبلير. باستخدامها، كان سيخلص إلى أن الاعتدال حدث يوم الثلاثاء، 25 تشرين الأوّل، قبل يوم واحد فقط من اليوم التقليدي لإنشائه، في اليوم الرابع من أسبوع الخلق، الأربعاء، جنبًا إلى جنب مع الشمس والقمر والنجوم تكوين 1 : 16. تضع المعادلات الحديثة الاعتدال الخريفي لعام 4004 قبل الميلاد يوم الأحد 23 أكتوبر (حسب التقويم اليولياني).[10]
وضع فهم آشر للخلق «اليوم الأول» المشار إليه في تكوين 1: 5 في 23 تشرين الأوّل، ولكن مع حدث «ما قبل الخلق»، والذي حدده على أنه «بداية الوقت» الذي حدث في الليلة السابقة. [11] أشار أوشر إلى تأريخه للخلق في الصفحة الأولى من حوليات باللغة اللاتينية وعلى الصفحة الأولى من ترجمتها الإنجليزية حوليات العالم (1658). في المقتطف التالي من الترجمة الإنجليزية، تشير عبارة «في سنة التقويم اليولياني» إلى الفترة اليوليانية، والتي كانت السنة الأولى منها 4713 قبل الميلاد، وبالتالي فإن العام 710 هو 4004 قبل الميلاد.
{في البدء خلق الله السماء والأرض. هذه بداية الوقت، وفقًا للتسلسل الزمني لدينا، حدثت في بداية المساء الذي يسبق يوم 23 تشرين الأوّل في عام التقويم اليولياني، 710.}
يقدم أشر وقتًا مختلفًا قليلاً في كتابه «رسالة إلى القارئ» في أعماله اللاتينية والإنجليزية:[7] «أستنتج أن الوقت من الخلق حتى منتصف الليل، الأول من يناير، كان 4003 سنوات وسبعون يومًا وست ساعات». ست ساعات قبل منتصف الليل تكون السادسة مساءً.

## تسلسل أشر الزمني اليوم
يقدم أشر وقتًا مختلفًا قليلاً في كتابه «رسالة إلى القارئ» في أعماله اللاتينية والإنجليزية:[7] «أستنتج أن الوقت من الخلق حتى منتصف الليل، الأول من يناير، كان 4003 سنوات وسبعون يومًا وست ساعات». ست ساعات قبل منتصف الليل تكون السادسة مساءً. أتمم:
«نستنتج أن الكتاب المقدس لا يقدم أي بيانات لحساب كرونولوجي قبل حياة إبراهيم. وأن سجلات الفسيفساء لا تحدد ولم يكن الغرض منها تحديد التاريخ الدقيق للطوفان أو خلق العالم.»[12]
توصل عالم اللاهوت المحافظ ب. ب. وارفيلد إلى نفس الاستنتاج في «حول العصور القديمة ووحدة الجنس البشري»، [13] معلقًا أنه «من غير المستقر في أعلى درجة استخلاص استنتاجات كرونولوجية من جداول الأنساب».
تعرض التسلسل الزمني لرئيس الأساقفة أوشر في السنوات الأخيرة للنقد الفني، بما في ذلك في مسرحية Inherit the Wind (استنادًا إلى Scopes Monkey Trial) والرواية الخيالية Good Omens التي تدعي أنه 'توقف لمدة ربع ساعة'.
تأتي وجهة نظر مختلفة من ستيفن جاي جولد، الذي على الرغم من عدم اتفاقه التام مع التسلسل الزمني لأشر، إلا أنه كتب:[14]
«سأدافع عن التسلسل الزمني لأشر باعتباره جهدًا مشرفًا لوقته وأقول إن سخرية نا المعتادة لا تسجل سوى صغر التفكير المؤسف على أساس الاستخدام الخاطئ للمعايير الحالية للحكم على ماض بعيد ومختلف»
«كان أشر يمثل أفضل منحة دراسية في عصره. لقد كان جزءًا من تقليد بحثي كبير، ومجتمع كبير من المثقفين يعملون نحو هدف مشترك بموجب منهجية مقبولة ...»